# USS LST-83
O USS LST-83 foi um navio de guerra norte-americano da classe LST que operou durante a Segunda Guerra Mundial.